# Hapoel Afula Football Club
O Hapoel Afula Football Club é um clube de futebol com sede em Afula, Israel. A equipe compete no Campeonato Israelense de Futebol.

## História
O clube foi fundado em 1924.

## Treinadores
| - Tzahi Tayer (2006–07) - Felix Naim (2007) - Dror Cohen (2007) - Baruch Sa'ar (2007) - Arez Benodis (2007) - Felix Naim (2008) | - Albert Edri (2008) - Lior Levy (2008–09) - Alon Schwager (2009–10) - Oded Koter (2010–11) - Yaron Hochenboim (2011–15) - Nissan Yehezkel (2015–2016) - Eyal Lahman (2016–presente) |